# Кастельно-д'Озан-Лабаррер
Кастельно-д'Озан-Лабаррер (фр. Castelnau d'Auzan Labarrère) — муніципалітет у Франції, у регіоні Окситанія, департамент Жер. Кастельно-д'Озан-Лабаррер утворено 1 січня 2016 року шляхом злиття муніципалітетів Кастельно-д'Озан i Лабаррер. Адміністративним центром муніципалітету є Кастельно-д'Озан.  Населення — 1186 осіб (01.01.2021).